# Dirección General del Libro, del Cómic y de la Lectura
La Dirección General del Libro, del Cómic y de la Lectura (DGLCL) de España es el órgano directivo del Ministerio de Cultura, adscrito a la Secretaría de Estado de Cultura, que asume el fomento de la producción editorial de España, y la administración y fomento de las bibliotecas.
La actual directora general del Libro, del Cómic y de la Lectura es María José Gálvez Salvador, nombrada el 22 de enero de 2020.

## Historia

### Origen
Este órgano directivo se crea por primera vez en 1977 como Dirección General del Libro y Bibliotecas, asumiendo las funciones sobre la política de libro, lectura y editoriales que hasta entonces tenía la Dirección General de Cultura Popular del Ministerio de Información y Turismo, así como la política bibliotecaria. Se estructuró a través de tres subdirecciones generales; del Libro, de Bibliotecas, y de Ediciones Sonoras.

### Primeros años
Una relevante reforma la sufrió en 1980 cuando, para reducir el gasto público, se suprimió el órgano, repartiendose sus funciones entre la Dirección General de Bellas Artes, que asumió la política bibliotecaria y la Dirección General de Cinematografía, que asumió la política de fomento del libro. Esto apenas duró hasta 1982, cuando volvió a su denominación tradicional.
En 1985 se revirtió esta fusión volviendo a la estructura de 1977, con un par de cambios. En primer lugar, se creó el Instituto de la Cinematografía y de las Artes Audiovisuales que asumió las competencias cinematográficas; en segundo lugar, las tres subdirecciones pasaron a llamarse «Centros»: de Coordinación Bibliotecaria, del Libro y la Lectura, y de las Letras Españolas. Un año más tarde, se suprimió el Instituto Nacional del Libro Español, que desde 1977 había dependido del órgano directivo, y cuyas funciones fueron asumidas, en su mayoría, por la dirección general.
No sufrirá mayores cambios hasta 1994, cuando asume la administración de los archivos estatales, y pasa a denominarse Dirección General del Libro, Archivos y Bibliotecas. Este cambio supuso la adscripción al órgano directivo de la Subdirección General de Archivos Estatales.
El cambio más relevante de 1996 en el ámbito de la cultura fue la supresión del Ministerio de Cultura, cuya Secretaría de Estado pasó a integrarse en el Ministerio de Educación y Cultura. Esto se tradujo en un ligero cambio en la estructura de la dirección general, produciéndose una reducción de cuatro a tres subdirecciones generales, mediante la refundición de las subdirecciones generales del Libro y la Lectura, y de las Letras Españolas en una sola. En 2004 se volvió a recuperar el Ministerio de Cultura, pero sin cambios en la dirección general.

### Refundición
En 2012 se produce un importante cambio en el mundo de la cultura, pues se suprime de nuevo el Ministerio de Cultura integrándose su Secretaría de Estado de nuevo en el Ministerio de Educación, Cultura y Deporte. En contraposición con 1996, la dirección general sufrió importantes cambios. Por una parte, se refundieron las direcciones generales de Política e Industrias Culturales y del Libro en la nueva Dirección General de Política e Industrias Culturales y del Libro (desde 2016 conocida como Dirección General de Industrias Culturales y del Libro). Por otra parte, esta refundición no trajo consigo la total asunción por parte del nuevo órgano directivo de todas las competencias, pues los archivos y bibliotecas fueron asumidos por la Dirección General de Bellas Artes y Bienes Culturales y de Archivos y Bibliotecas.

### Vuelta a los orígenes
En 2018 se recuperó, por tercera vez, el Ministerio de Cultura, el cual no cuenta con ningún órgano superior (la Secretaría de Estado de Cultura fue suprimida al mismo tiempo que se recuperaba el Departamento) pero recupera el órgano directivo con sus competencias tradicionales sobre el libro, lectura, editoriales y bibliotecas a través de dos subdirecciones generales, una de Promoción del Libro, la Lectura y las Letras Españolas y otra de Coordinación Bibliotecaria. En cuanto a los archivos, éstos se mantuvieron en la Dirección General de Bellas Artes.
En 2023, con el objetivo de visibilizar la industria del cómic, y tras haber declarado en 2022 el 17 de marzo como «Día del Cómic y del Tebeo», el Gobierno renombró el órgano como «Dirección General del Libro, del Cómic y de la Lectura».

## Estructura y funciones
La Dirección General del Libro, del Cómic y de la Lectura tiene bajo su dependencia los siguientes órganos, a través de los cuales ejerce sus competencias:
- La Subdirección General de Promoción del Libro, la Lectura y las Letras Españolas, a la que corresponde la promoción y difusión nacional e internacional de las letras españolas; la promoción de la lectura mediante campañas de fomento, así como de proyectos específicos; la promoción del libro y del cómic mediante ayudas a la edición y a la participación en ferias y exposiciones nacionales e internacionales; el estudio y propuesta de actuaciones en relación con la creación literaria, la industria editorial y del libro, el cómic y la lectura en general; y la promoción y ayuda a la creación literaria y a la traducción, mediante el establecimiento y la gestión del régimen de subvenciones y ayudas, becas, premios y cualquier otro tipo de estímulos.
- La Subdirección General de Coordinación Bibliotecaria, a la que corresponde la elaboración de programas y planes para el fomento y mejora de las bibliotecas, así como la coordinación y promoción de la cooperación bibliotecaria; la oferta de servicios técnicos y asesoramiento en materia bibliotecaria; la creación, dotación y fomento de bibliotecas de titularidad estatal; la obtención, explotación y utilización de datos de bibliotecas; y la coordinación y mantenimiento del Catálogo colectivo del patrimonio bibliográfico.

## Presupuesto
La Dirección General del Libro, del Cómic y de la Lectura tiene un presupuesto asignado de 22 218 270 € para el año 2023. De acuerdo con los Presupuestos Generales del Estado para 2023, la DGLCL participa en tres programas:
| Nº Programa                               | Programa                                                  | Dotación     | Ref.   |
| ----------------------------------------- | --------------------------------------------------------- | ------------ | ------ |
| 144A                                      | Cooperación, promoción y difusión cultural en el exterior | 1 185 110 €  | [ 13 ] |
| 332B                                      | Bibliotecas                                               | 7 153 470 €  | [ 14 ] |
| 334B                                      | Promoción del libro y publicaciones culturales            | 13 879 690 € | [ 15 ] |
| Total presupuesto de la Dirección General | Total presupuesto de la Dirección General                 | 22 218 270 € |        |

## Directores generales
- José B. Terceiro (1 de septiembre de 1977-30 de abril de 1979)[16]
- Joaquín de Entrambasaguas (30 de abril de 1979-15 de octubre de 1980)[17]
- Matías Vallés Rodríguez (15 de octubre de 1980-16 de diciembre de 1982)[18]
- Francisco Javier Bobillo de la Peña (21 de octubre de 1994-11 de mayo de 1996)[19]
- Fernando Rodríguez Lafuente (18 de mayo de 1996-28 de abril de 1999)[20]
- Fernando Luis de Lanzas Sánchez del Corral (1 de mayo de 1999-23 de abril de 2004)[21]
- Rogelio Blanco Martínez (23 de abril de 2004-31 de diciembre de 2011)[22]
- Órgano integrado en la Dirección General de Industrias Culturales y del Libro entre 2012 y 2018.
- Olvido García Valdés (7 de julio de 2018-5 de octubre de 2019)[23]
- Begoña Cerro Prada (5 de octubre de 2019-22 de enero de 2020). Interina.
- María José Gálvez Salvador (22 de enero de 2020-presente)[1]